# Ван Кам, Джоэл
Джоэл ван Кам (нидерл. Joël van Kaam; род. 8 марта 2002 года, Делфзейл, Нидерланды) — нидерландский футболист, правый защитник клуба «Ассен».

## Клубная карьера
Ван Кам — воспитанник клуба «Гронинген». 8 ноября 2021 года в матче против «Фейеноорда» он дебютировал в Эредивизи.
31 августа 2021 года перешёл на правах аренды в «Эммен».

## Личная жизнь
Джоэл родился в семье нидерландца и бразильянки. Старший брат Даниэль — профессиональный футболист, также выступает за «Гронинген».

## Достижения
«Эммен»
- Победитель Первого дивизиона Нидерландов: 2021/22